# Алексеев, Анатолий Дмитриевич (лётчик)
Анато́лий Дми́триевич Алексе́ев (22 декабря 1901 (4 января 1902) — 29 января 1974) — пилот Управления полярной авиации Главсевморпути, лётчик-испытатель, участник спасения экспедиции Умберто Нобиле (1928) и воздушной экспедиции на Северный полюс (1937), Герой Советского Союза (27.06.1937). Полковник (1939).

## Биография
Родился 22 декабря 1901 года (4 января 1902) в польском городе Ломжа ныне Подляского воеводства Польши. Русский. Из семьи железнодорожного служащего. С 1905 года жил с родителями в городе Сергиев Посад, здесь в 1918 году окончил гимназию.
В Красной армии с марта 1920 года. В 1921 году окончил ускоренный курс Военной электротехнической школы комсостава РККА, в составе курсантского отряда принимал участие в подавлении крестьянского восстания А. Антонова в Тамбовской губернии в 1921 году (моторист полевой радиостанции при штабе 6-го боевого участка). С 1922 года служил начальником радиостанции № 244 на Западном фронте и в радиобатальоне Московского военного округа, заведующим мастерской радиодивизиона в Смоленске, с 1923 года — инструктором бригадной школы, начальником радиостанции, командиром роты в Москве.
С 1924 года — руководитель электролаборатории и преподаватель Высшей школы вспомогательных служб ВВС РККА. В июле — октябре 1925 года — инструктор по радио в Севастопольской военной авиационной школе морских лётчиков, затем вновь руководитель лаборатории Военной школы спецслужб ВВС. С мая 1928 года — лётчик-наблюдатель 60-й авиационной эскадрильи ВВС Морских сил Чёрного моря (Севастополь).
В 1928 году штурманом (летнабом) и одновременно радистом в составе экипажа Б. Г. Чухновского участвовал в поисках экспедиции Умберто Нобиле и в спасении экипажа потерпевшего катастрофу в Арктике дирижабля «Италия» под его командованием. Самолёт «Юнкерс» ЮГ-1 был погружен на борт ледокола «Красин», который вышел в море из Ленинграда в июне. 10 июля достиг лагеря Нобиле и сбросил на льдину припасы. Совершая разведывательный полёт 11 июля, экипаж обнаружил двух итальянцев — Мариано и Цаппи, которые за месяц до того вместе с Ф. Мальмгреном покинули лагерь и пытались добраться до Шпицбергена самостоятельно. На обратном пути самолёт совершил вынужденную посадку на льдину и повредил шасси. Чухновский в радиограмме настоял, чтобы «Красин» в первую очередь шёл на спасение итальянцев, и экипажу самолёта пришлось провести на льду более пяти суток. «Красин» подобрал авиаторов 16 июля.
Эта экспедиция принесла и экипажам ледоколов «Красин» и «Малыгин» и экипажу самолёта Б. Чухновского всесоюзную известность. Все четверо лётчиков награждены высшими на то время наградами СССР — орденами Красного Знамени, после торжественной встречи в Москве совершили агитационную поездку по всей стране до Дальнего Востока.
С конца 1928 — старший инспектор, с декабря 1929 года — старший инженер в НИИ ВВС РККА. В октябре 1929 года в составе экипажа Чухновского выполнил полёт от Диксона к Северной Земле. Лётчики выдвинули предложение ускоренного развития полярной авиации в СССР и её широкого применения для освоения Арктики.
В мае 1930 года уволен в резерв РККА и стал лётчиком полярной авиации Севморпути. С этого времени ежегодно работал в Арктике в каждой летней навигации, командовал экипажем самолёта, обеспечивал проводку караванов судов и совершал исследовательские полёты. Летом 1932 года как командир экипажа  гидросамолёта «СССР Н-2» осуществил первый полёт по маршруту Красноярск — Дудинка — Волочанка — Хатанга, затем обеспечивал первый в истории поход ледокола «Александр Сибиряков» Северным морским путём за одну навигацию, а в завершении года исследовал районы Таймыра, где ранее вообще никто не летал. В декабре 1932 — июне 1933 года учился на пилота в Тушинской Центральной школе лётчиков ОСОАВИАХИМа. С 1933 года — командир корабля, командир морского отряда Енисейской авиалинии Управления полярной авиации ГУСМП при СНК СССР. В 1936 году участвовал в проводке Северным морским путём эскадренных миноносцев «Сталин» и «Войков» на Тихий океан.
Под руководством А. Д. Алексеева экипаж самолёта Н-172 участвовал в высадке экспедиции И. Д. Папанина на Северный полюс в 1937 году. 21 мая в 11.35 М. В. Водопьянов впервые в мире посадил самолёт на Северный полюс. 25 мая с острова Рудольфа к полюсу вылетели три оставшихся самолёта. Но достичь его благополучно, с первой попытки, удалось только В. С. Молокову. Алексеев вынужден был посадить самолёт в семнадцати километрах от полюса. Он пережидал непогоду два дня и смог прилететь на полюс только два дня спустя. На обратный путь бензина не хватало, однако Алексеев отказался бросить машину. Он совершил посадку на льдину недалеко от 84-й параллели. Вскоре с острова Рудольфа прилетел П. Г. Головин и привез ему бензин.
Постановлением ЦИК СССР от 27 июня 1937 года за образцовое выполнение задания Правительства и героизм в числе участников Северной экспедиции, достигшей Северного полюса и основавшей полярную станцию на дрейфующем льду у полюса Алексееву Анатолию Дмитриевичу присвоено звание Героя Советского Союза с вручением ордена Ленина. Спустя два года, после учреждения знака особого отличия, в 1939 году ему была вручена медаль «Золотая Звезда» № 38.
Продолжал работать в системе Главсевморпути. Осенью 1937 года принимал участие в поисках самолёта ДБ-А (бортовой номер Н-209) Сигизмунда Леваневского. В 1938 году возглавлял авиационный отряд (в который вошли также экипажи П. Г. Головина и Г. К. Орлова) по спасению судов «Сибиряков», «Малыгин» и «Георгий Седов» в северной части Моря Лаптевых. Спасению экспедиции придавалось настолько важное значение, что перед отправкой на Север их принимал в Кремле И. В. Сталин с членами Политбюро. Задание было выполнено: с ледового аэродрома у борта кораблей вывезено 184 человека, для оставшихся на кораблях членов экипажа завезены все необходимые грузы. За эту спасательную экспедицию награждён орденом Красной Звезды. Алексеев является одним из основоположников новых методов ледовой разведки.
Член ВКП(б) с 1939 года. В том же 1939 году возвращён в кадры РККА с присвоением воинского звания полковник. Летняя навигация 1939 года надолго стала его последней в Арктике.
С декабря 1939 года работал лётчиком-испытателем на авиационном заводе № 22 имени С. П. Горбунова (город Казань). Провёл заводские и государственные испытания опытного дальнего бомбардировщика ДБ-240, запущенного в серию под индексом Ер-2. В начале 1941 года совершил перелёт Москва — Омск — Москва без посадки в Омске со сбросом там 1000 килограммов условных бомб. Испытывал Ер-4, СБ, Ар-2, Пе-2.
Участник Великой Отечественной войны с июля 1941 года. Был откомандирован из Народного Комиссариата авиационной промышленности СССР в тяжёло-бомбардировочную авиационную группу. С июля 1941 года воевал в составе 432-го бомбардировочного авиаполка (через несколько месяцев полк переименован в 746 АП ДД) 81-й авиационной дивизии дальнего действия командиром эскадрильи. На ТБ-7 совершил 27 боевых вылетов на бомбардировку военных объектов в глубоком тылу противника, в том числе в Кёнигсберге и Вильно.
В феврале 1942 года командир корабля 746 полка ДД полковник Алексеев награждён орденом Красного Знамени за 6 ночных боевых вылетов на бомбардирование (из них 2 — на Кенигсберг) в сложных метеоусловиях.
С 1943 года вновь на лётно-испытательной работе в НИИ ВВС. В июле 1946 года назначен лётчиком-испытателем 1-го управления ГК НИИ ВВС, затем служил там же на должностях заместителя начальника отдела Управления испытаний самолётов, инспектора по лётно-испытательной работе. Испытал 72 типа военных самолётов. В марте — апреле 1954 года командовал одним из экипажей в ходе широкомасштабной высокоширотной арктической экспедиции «Север-6» с применением аэропоезда из самолётов Ил-12Д с десантными планерами Як-14. Имел квалификацию «лётчик-испытатель 1-го класса». С 1956 года вновь служил в полярной авиации, заместитель начальника Управления полярной авиации по лётной службе. С 1958 года — в запасе.
Жил в городе-герое Москве. С января 1959 года работал начальником аэронавигационного отдела в Управлении полярной авиации, затем в аэропорту Шереметьево (Москва).
Скончался 29 января 1974 года. Похоронен в Москве в колумбарии Новодевичьего кладбища (секция 125).

## Награды
- Медаль «Золотая Звезда» Героя Советского Союза (№ 38)
- Три ордена Ленина (25.02.1937, 27.06.1937, 05.11.1946)
- Пять орденов Красного Знамени (08.10.1928, 20.02.1942[7], 03.11.1944, 15.11.1950, 16.10.1957)
- Орден Отечественной войны I степени (29.04.1944)
- Три ордена Красной Звезды (03.05.1940, «за выдающиеся заслуги в деле освоения Северного Морского Пути и районов Крайнего Севера, а также за образцовую и самоотверженную работу в период арктических навигаций 1938 и 1939 годов»; 29.08.1955; 23.01.1957)
  - Медали СССР:
  - «За боевые заслуги» (28.10.1967)
  - «В ознаменование 100-летия со дня рождения Владимира Ильича Ленина»
  - «За оборону Москвы»
  - «За Победу над Германией в Великой Отечественной войне 1941—1945 гг.»
  - «Двадцать лет Победы в Великой Отечественной войне 1941—1945 гг.»
  - «За доблестный труд в Великой Отечественной войне 1941—1945 гг.»
  - «30 лет Советской Армии и Флота»
  - «40 лет Вооружённых Сил СССР»
  - «50 лет Вооружённых Сил СССР»
  - «В память 800-летия Москвы»

## Память
- В 1965 году имя полярного лётчика А. Д. Алексеева было присвоено горе в Антарктиде (на Земле Эндерби). Нанесена на карту советской антарктической экспедицией в 1962 году (координаты: 67°27′ ю. ш. 50°33′ в. д.HGЯO)[9].
- Именем А. Д. Алексеева названы улицы в Сергиевом Посаде (на одном из домов этой улицы установлена мемориальная доска в его честь) и в Красноярске.
- В 2016 году в Сергиевом Посаде на бульваре Кузнецова в Мемориальном комплексе Героев Советского Союза установлена стела с портретом и биографией Героя А. Д. Алексеева.
- В Енисейском пароходстве в 1940—1960-х гг. работал буксирный пароход «Лётчик Алексеев».
- В честь А. Д. Алексеева назван остров (остров Пилота Алексеева) в Карском море (архипелаг Норденшельда): остров был открыт Алексеевым в 1932 году, название было присвоено в 1936 г. по фамилии первооткрывателя[10].

## В кино
В советско-итальянском фильме «Красная палатка» (1969) роль Анатолия Алексеева исполнил Юрий Назаров.